# 跨性別尋求庇護者
跨性別尋求庇護者指的是因為在原籍國家面臨歧視或迫害而尋求在其他國家庇護的跨性別人士。由於非常規性別身份，跨性別相較於順性別尋求庇護者，他們面臨著更高的身心健康風險，包括身體和性侵害風險、酷刑、強制接受「矯正性別療法」以及被迫孤立等。因此，跨性別人士在庇護過程中面臨著其他人所不同的挑戰。
根據1951年聯合國《關於難民地位的公約》定義，難民或尋求庇護者是指「因為種族、宗教…或特定社會群體的成員身份，因為合理害怕受到迫害而無法在原籍國獲得保護。」在美國，跨性別難民的庇護申請是基於因為他們作為特定社會群體的成員而遭受迫害的基礎上。這一要求意味著僅僅屬於一個社會群體並不足以提出庇護申請，難民必須證明他們因為自己的社會群體地位而遭受迫害，才能獲得庇護。日益嚴格的庇護政策和程序包括強制拘留期的延長和處理時間的延長，並且通常要求跨性別個體在證明自己受到迫害的同時，必須應對複雜的法律程序。這些程序導致難民在庇護過程中面臨極高程度的心理和身體困擾。

## 原籍國家
跨性別人士在逃離原籍國時可能曾經遭受「嚴重迫害」，即使該國不存在反對跨性別的法律 。（pp. 8–9）許多國家存在嚴格的性別規範，將男性與陽剛特質聯繫，將女性與陰柔特質聯繫，這使得跨性別難民面臨的暴力問題得以持續，不論反對跨性別的法律是否存在。由於跨性別人士常常脫離與出生時分配的性別認同，或感受到性別的流動性，因此許多跨性別難民在自己的原籍國家中遭受迫害、歧視和恐跨性別症。這個難民群體所面臨的污名化和暴力可以發生在各種場所，包括家庭、工作場所、醫療提供者，或者僅僅來自普羅大眾。
研究表明，跨性別個體在原籍國面臨的社會經濟劣勢、創傷事件暴露程度和壓力因素要比順性別的個體更大。這些個體通常還面臨著與就業、醫療保健、住房等相關的多種污名化形式。對墨西哥跨性別難民庇護申請的文件審查顯示了幾個共同主題，重點關注跨性別庇護尋求者所經歷的壓力因素、這些壓力因素對健康的影響以及他們所獲得的服務。在他們的原籍地墨西哥，每位庇護尋求者都面臨了不同程度的言語、身體和性侵害，不穩定的環境，對安全和保障的恐懼以及經濟不安全。
報告指出：「在墨西哥的生活中，言語攻擊往往從很小的時候就開始，並逐漸升級到身體攻擊。」在研究中，大多數庇護尋求者報告稱，他們遭受了許多來自同儕、家庭成員和權威人士的身體攻擊，其中許多人報告從十幾歲開始就遭受了性侵害。例如，有一位庇護尋求者解釋說：「在墨西哥，我的父親一直在我童年時期排斥我……他經常用手打我，踢我，甚至隨手可得的東西都會用來打我。我一直對自己的生命感到恐懼……因為他希望我像男孩一樣行事，而不是女孩。」這位庇護尋求者描述了她在家庭中所經歷的暴力，著重於因為性別規範而面臨的傷害和痛苦。在墨西哥生活期間，許多庇護尋求者還報告被逐出家門或逃離家庭成員的暴力，許多人報告在街頭或任何能提供庇護的地方生活。此外，庇護尋求者報告稱，為了逃避騷擾、歧視和虐待，或尋找更具包容LGBT環境，他們多次搬家，造成環境的不穩定性。最後，每一位庇護尋求者報告稱，他們離開墨西哥是因為對暴力和死亡的極度恐懼，因為他們中的許多人的朋友因為身份而遭受毆打、強姦，甚至被謀殺。這份報告顯示了跨性別庇護尋求者在原籍國面臨的心理和身體壓力的高水平。
2017年，國際特赦組織發表了一份關於在墨西哥尋求庇護的LGBTI人士的報告，將薩爾瓦多、危地馬拉和洪都拉斯描述為跨性別人士的「無安全之地」。一份2020年的公共衛生回顧確定，從墨西哥尋求庇護的跨性別女性處於「極度脆弱」的境況。（p. 6）大多數跨性別庇護尋求者來自中美洲國家，但當然，跨性別庇護尋求者來自世界各地的許多地方。

## 在尋求庇護期間的待遇
大多數情況下，跨性別尋求庇護者比其他人面臨更高的風險。限制性的庇護政策和程序、長時間的強制拘留以及審理時間延長，為跨性別人士創造了不安全和不穩定的環境。雖然因性別認同所面臨的歧視可以成為庇護的合理理由，但對於跨性別尋求庇護者來說，「證明」自己的身份可能尤為具有挑戰性。審理人員通常依賴過時的、醫學化的跨性別概念，並且通常要求跨性別尋求庇護者在獲批前渴望、尋求或進行某種醫療程序。此外，為了申請庇護，跨性別難民必須提供迫害的證據，這通常要求他們通過性別重置、出生時的性別分配、他們的舊名字、荷爾蒙療法等方式重新講述創傷經歷。對於跨性別尋求庇護者來說，這一要求可能增加額外的壓力，因為這些定義可能不適用於多種文化，而且他們必須以符合西方規範的詞彙重新表達他們的經歷。

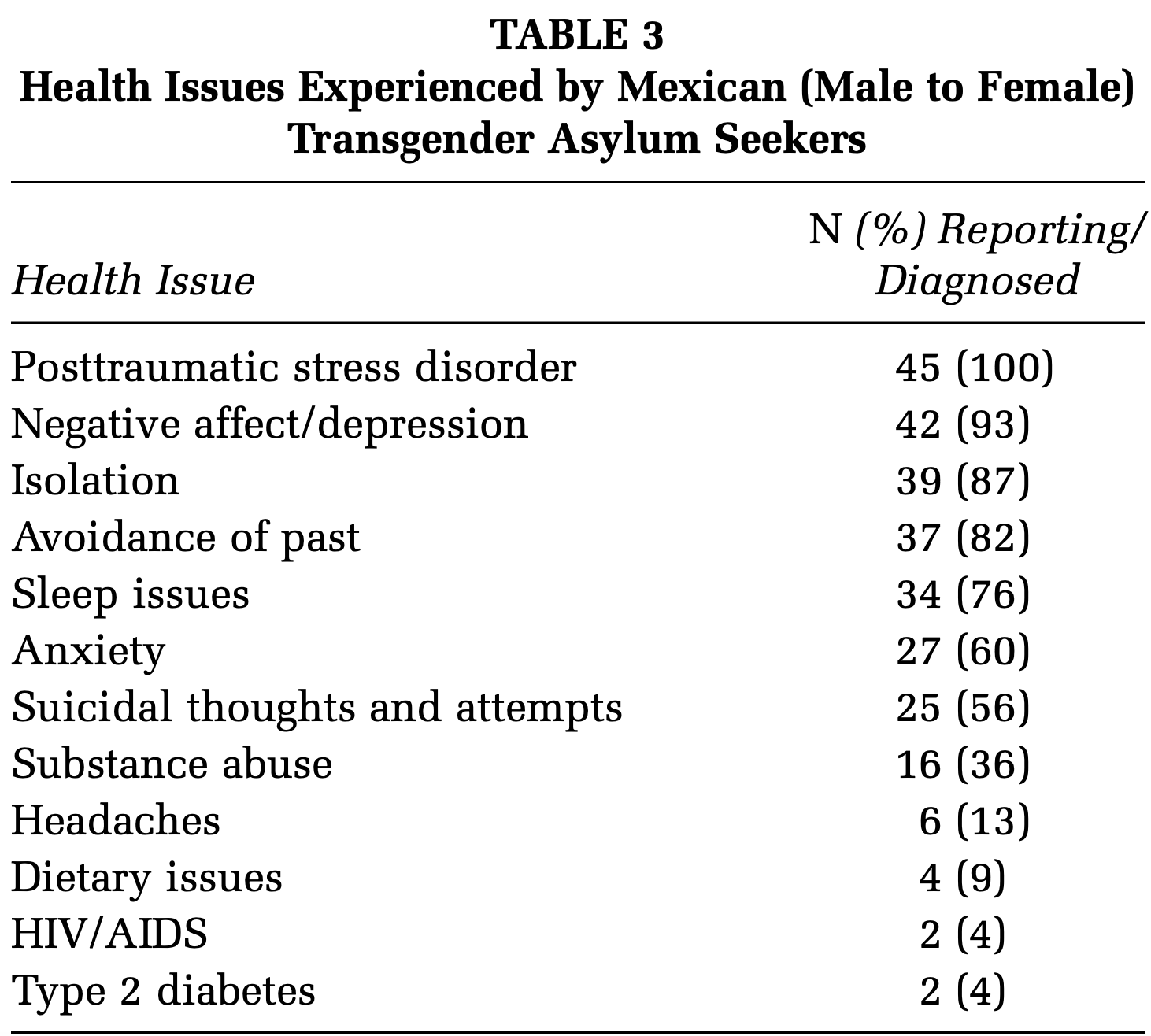
墨西哥跨性別庇護尋求者（跨性別女性）所面臨的健康問題

另外，由於他們需要重新講述創傷故事或討論他們在原籍國家所經歷的虐待，跨性別人士面臨著高度的情緒和身體困擾。大多數尋求庇護者報告感到悲傷、絕望、抑鬱和焦慮等情緒。在一項針對墨西哥跨性別難民庇護申請文件的研究中，專業人士診斷了100％的庇護申請者患有創傷後壓力症候群（PTSD），並診斷了93％的人患有抑鬱症。超過一半的庇護申請者報告出現自殺傾向，其中有幾人嘗試自殺，因為他們認為這是逃離所遭受的言語、身體和性虐待的唯一出路。一份基於對來自薩爾瓦多、危地馬拉、洪都拉斯和墨西哥的28名跨性別女性的訪談報告強調，所有接受訪談的女性都曾經經歷過身體攻擊、言語暴力和在拘留期間被拒絕常規治療。特別是跨性別難民在庇護過程中往往面臨對荷爾蒙治療的不足，並且往往在拘留中遭受身體虐待。例如，在美國，跨性別難民只有在被拘留之前已經接受該類治療的情況下才能接受荷爾蒙治療。（p. 37）這種缺乏醫療服務的情況可能使他們在變性過程中更加顯眼，因此更容易成為跨性別恐懼症虐待的目標。（p. 17）對於跨性別人士來說，醫療治療的拒絕，包括荷爾蒙治療和抗HIV/AIDS的醫療治療，使他們在過程中面臨著更高的精神和身體困擾風險。
在尋求庇護的國家中，跨性別人士在拘留期間可能面臨風險。人權觀察、歐洲跨性別組織和國家跨性別平等中心等非政府組織報告了英國、美國、挪威和希臘等地庇護申請者設施中對跨性別人士的強姦和虐待案例。在美國，移民和海關執法局將跨性別庇護申請者安置在一個稱為「跨性別單元」的地方，該地方缺乏醫療和心理健康服務。此外，一些國家在拘留過程中根據性別二元制度將跨性別難民分配到拘留中心，而不是根據他們的性別認同。這種安排給跨性別難民增加了更多的心理困擾、創傷和身體虐待。
全球範圍內，庇護法律使LGBT難民在拘留期間「特別容易遭受身體和心理虐待的加劇。」（p. 2）

## 庇護結果
根據報告，拒絕跨性別人士的庇護申請可能會產生負面後果。據彩虹跨性別協會（Rainbow Trans Association）表示，有一名在美國尋求庇護的跨性別女性在申請被拒絕後數周內在薩爾瓦多遭到殺害。另一位庇護申請者說：「我害怕回到墨西哥，因為那裏的社會對同性戀非常恐懼。墨西哥對跨性別人士存在歧視和虐待問題。警方不保護我們，經常殺害像我這樣的跨性別人士。在墨西哥，我找不到任何安全的地方可居住。」跨性別人士面臨着暴力和歧視，若被拒絕庇護並被迫返回自己的國家，就可能面臨這些負面和危險的後果。即使獲得庇護，跨性別人士也可能因其性別認同而面臨困難。根據威廉姆斯研究所於2022年的報告，跨性別庇護申請者可能因拘留政策而遭受不成比例的傷害，並因此面臨持久的心理健康挑戰。此外，全球各地仍存在對跨性別人士的恐懼和仇視，即使獲得庇護，庇護申請者仍然容易受到暴力或情緒困擾的威脅。

## 法律問題與政治辯論
自2000年起，美國已承認跨性別庇護申請者作為一個應受保護的社會群體，基於其性別認同的原因。由於在他們的祖國缺乏就業機會，跨性別難民有時被迫從事性工作以維生。儘管美國承認跨性別庇護申請者，但根據美國對賣淫的刑事化要求，有時即使他們沒有從事犯罪活動，也會導致跨性別難民被取消資格。（pp. 271–2）美國要求跨性別難民證明他們的身份，這也使他們在難民過程中處於去性別轉換的不利地位，因為許多難民在抵達美國之前無法開始進行性別轉變。（p. 163）
一些美國政治活動家一直致力於改善跨性別庇護申請者的狀況。

## 延伸閱讀
- 跨性別恐懼
- 庇護申請者（英语：Asylum seeker）
- 加拿大跨性別尋求庇護者（英语：LGBT refugees and asylum seekers in Canada）
- 跨性別者醫療保健
- 跨性別權益
- 跨性別種族滅絕（英语：Transgender genocide）
- 針對跨性別者的暴力行為
- 跨性別和性別多樣化人群的健康護理標準（英语：Standards of Care for the Health of Transgender and Gender Diverse People）